# A Dictionary of Hymnology
Diccionario de Himnología: origen e historia de los himnos cristianos y escritores de himnos de todas las edades y las naciones, junto con notas biográficas y avisos críticos de sus autores y traductores por John D. Julian, publicado primero en 1892, es una referencia histórica estándar para los primeros himnos cristianos , con más de 40.000 entradas.
El trabajo contiene datos biográficos e históricos sobre la historia de los himnos y escritores de himnos. No es una colección de textos de himnos o de tpmadas de himnos, aunque se incluyen breves citas y referencias. Publicado originalmente en 1892 en Londres por John Murray y en Nueva York por Charles Scribner's Sons, reimprimiéndose en 1907-1908 por John Murray, en 1957 por Dover Publications (en dos v.) y en 1985 por Kregel Publications. No fue revisado desde 1902, pero sigue siendo una fuente importante de himnos cristianos tempranos, como los en latín.
El nuevo Canterbury Dictionary of Hymnology, editado por J.R. Watson y Emma Hornby, se publicó en línea por Canterbury Press en octubre de 2013.